# Răchiți
Răchiți est une commune du județ de Botoșani en Roumanie.